# シトロエン・ZX

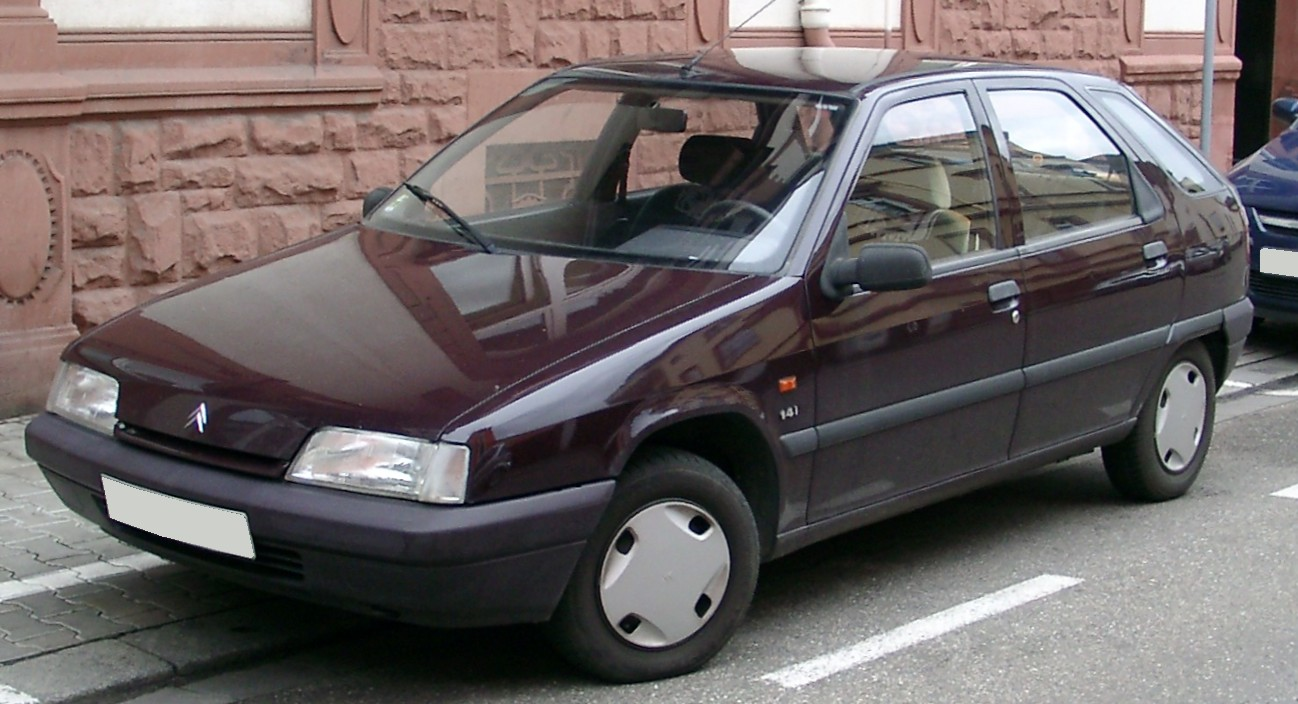
5ドア（初期型）

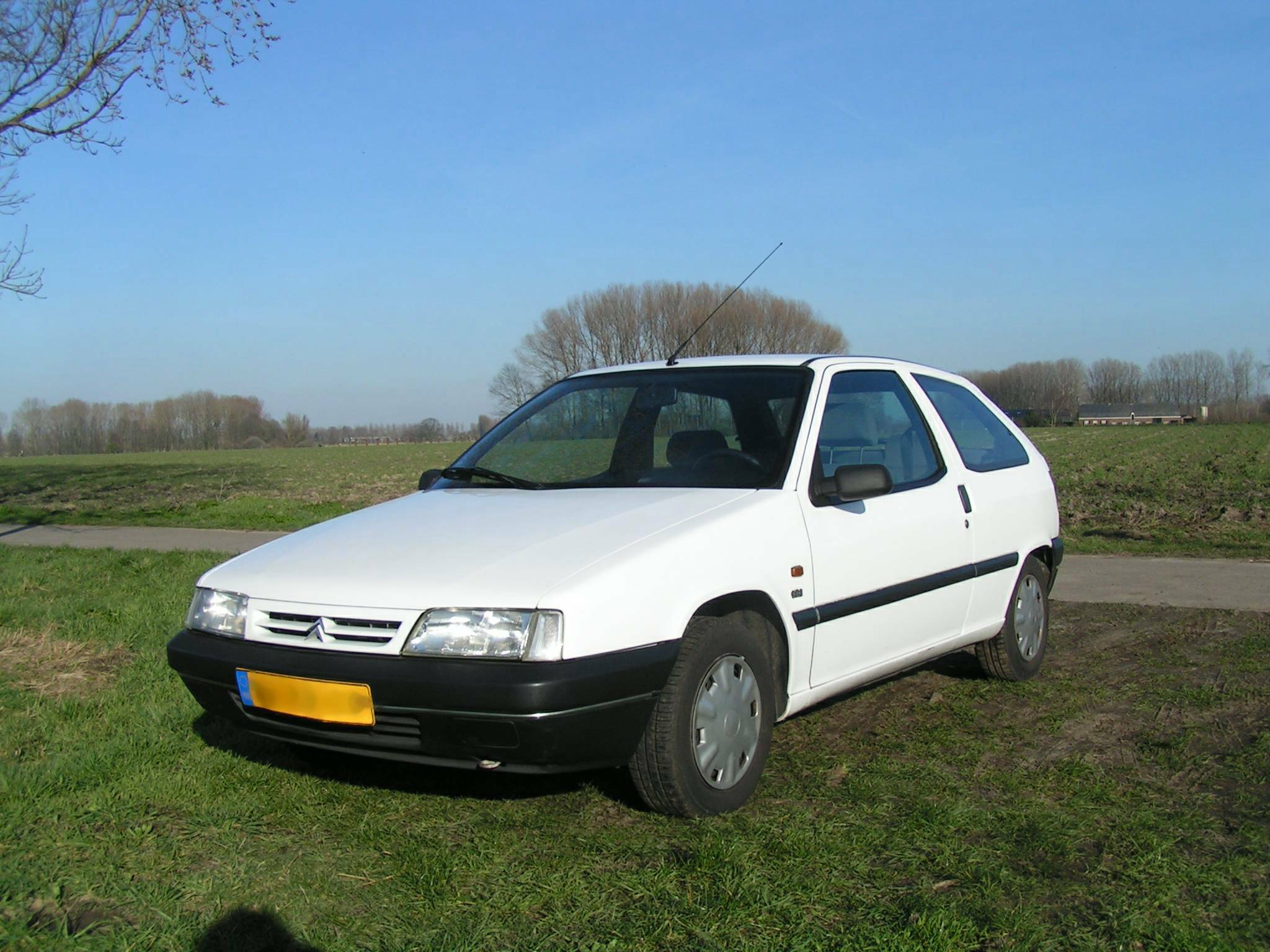
3ドア（後期型）

ZX（Citroën ZX ）は、フランスの自動車メーカーシトロエンが、1991年から1997年まで製造した乗用車である。

## 概要
GSの後継として1982年に登場したBXは、排気量1.4 - 1.9 Lクラスと大型化したためGSの購買層を完全には吸収できず、ベースモデルであるAXとの車格のギャップも大きくなっていた。このギャップを埋めるために1991年に発表されたのがZXである。
同じPSA・プジョーシトロエングループに属するプジョー・306とはプラットフォームを共有している。ボディ形状は5ドアのハッチバックでスタートし、クーペと呼ばれる3ドアハッチバックや、ブレークと呼ばれるステーションワゴンも後に追加された。
ボディサイズは、全長4,070mm×全幅1,700mm×全高1,404mm、ホイールベース2,540mm、エンジンは1.1L、1.4L、1.6L、1.8L、1.9L、2.0Lのガソリンエンジンと1.9Lのディーゼルエンジン、それらをシトロエン伝統の前輪駆動方式で駆動した。スタイリングは、当時関係の深かったイタリアのデザイン会社ベルトーネが担当、最終的には例に漏れずシトロエン社内デザインセンターが細部をまとめた。ブレークのリア周りはベルトーネのスタイリング。内装はシトロエン社内デザインセンターが担当した。
サスペンションは、前輪がマクファーソンストラットで、後輪がトーションバー式フルトレーリングアーム。GSの後継車種でありながらハイドロニューマチックの採用はなく、一般的な金属ばねが使われている。しかし旋回時の横Gとストローク（足の伸び縮み）でブッシュを変形させ、後輪が前輪と同位相に操舵する、セルフステアリング・リアアクスルと呼ばれる簡易的な四輪操舵機構が新しく採用されている。
1995年にフロントグリル周辺の形状が変わるなど小規模な変更を加えながら、1997年発表のクサラにその地位を譲るまで生産された。

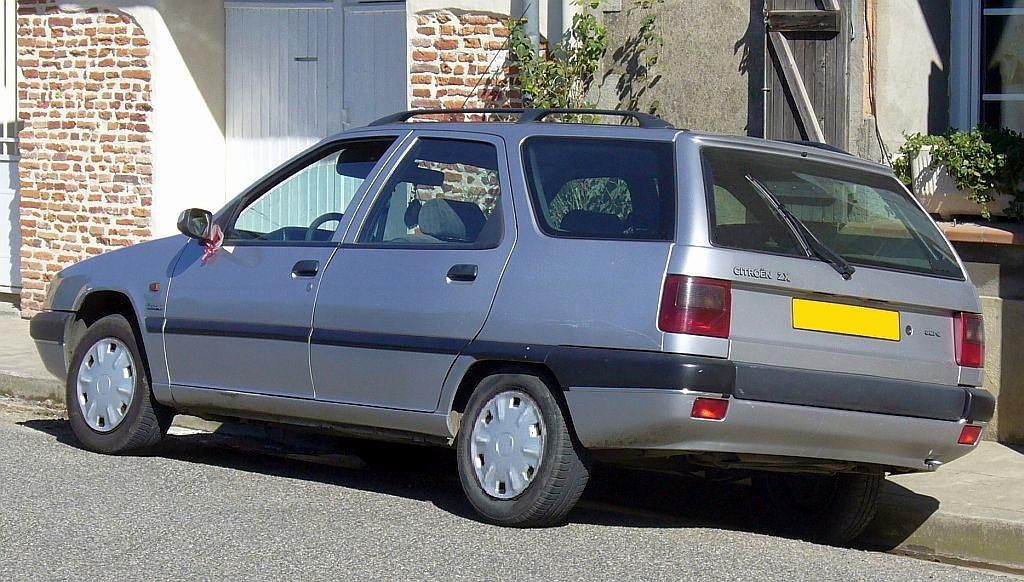
ブレーク
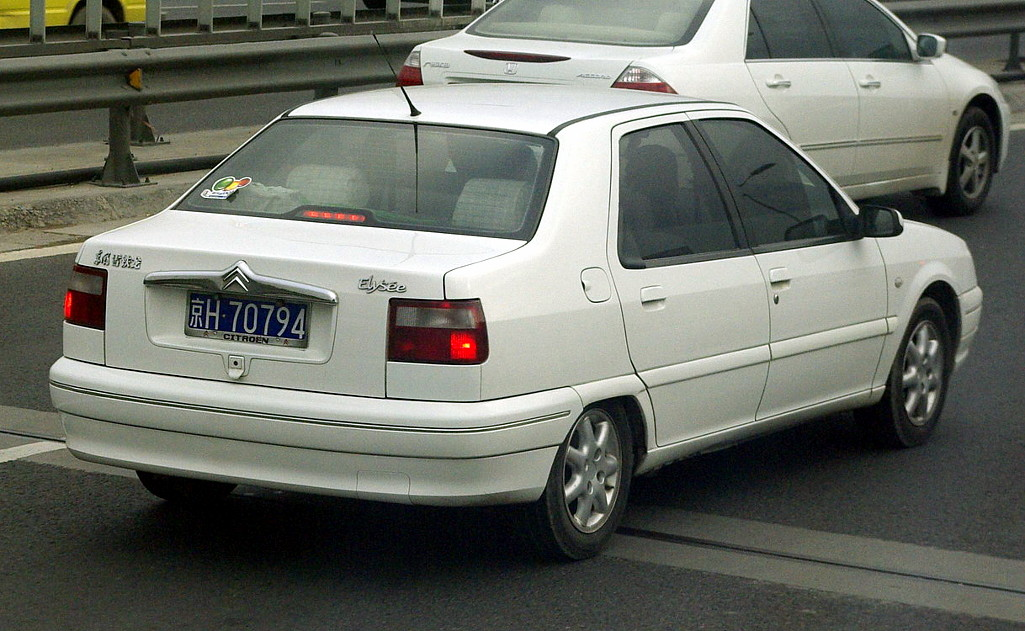
エリゼー

## 中国での生産
ZXはPSAグループが中国・武漢に合弁会社・神龍汽車(東風プジョー・シトロエン)の主力車種として生産され、タクシー等に幅広く用いられている。中国市場専用のノッチバック版のエリゼーも投入されている。

## 日本での販売
日本では、正規輸入代理店であったユーノスと西武自動車販売が、5ドアモデルであるクラブ（1.6L）とシュペール（1.9L）の輸入を1992年から開始。1994年にはクーペ（1.8L）が追加され、クラブがクーペと同じ1.8Lに、シュペールは2.0Lに排気量がアップされた。1995年にはブレーク（1.8L）が追加された。
1996年にユーノスが消滅したことに伴い、西武自動車販売のみの輸入となってからはクラブ、クーペ、ブレークの3タイプになり、全て1.8Lの排気量となり、クサラが輸入開始される1998年まで販売された。

## モータースポーツ

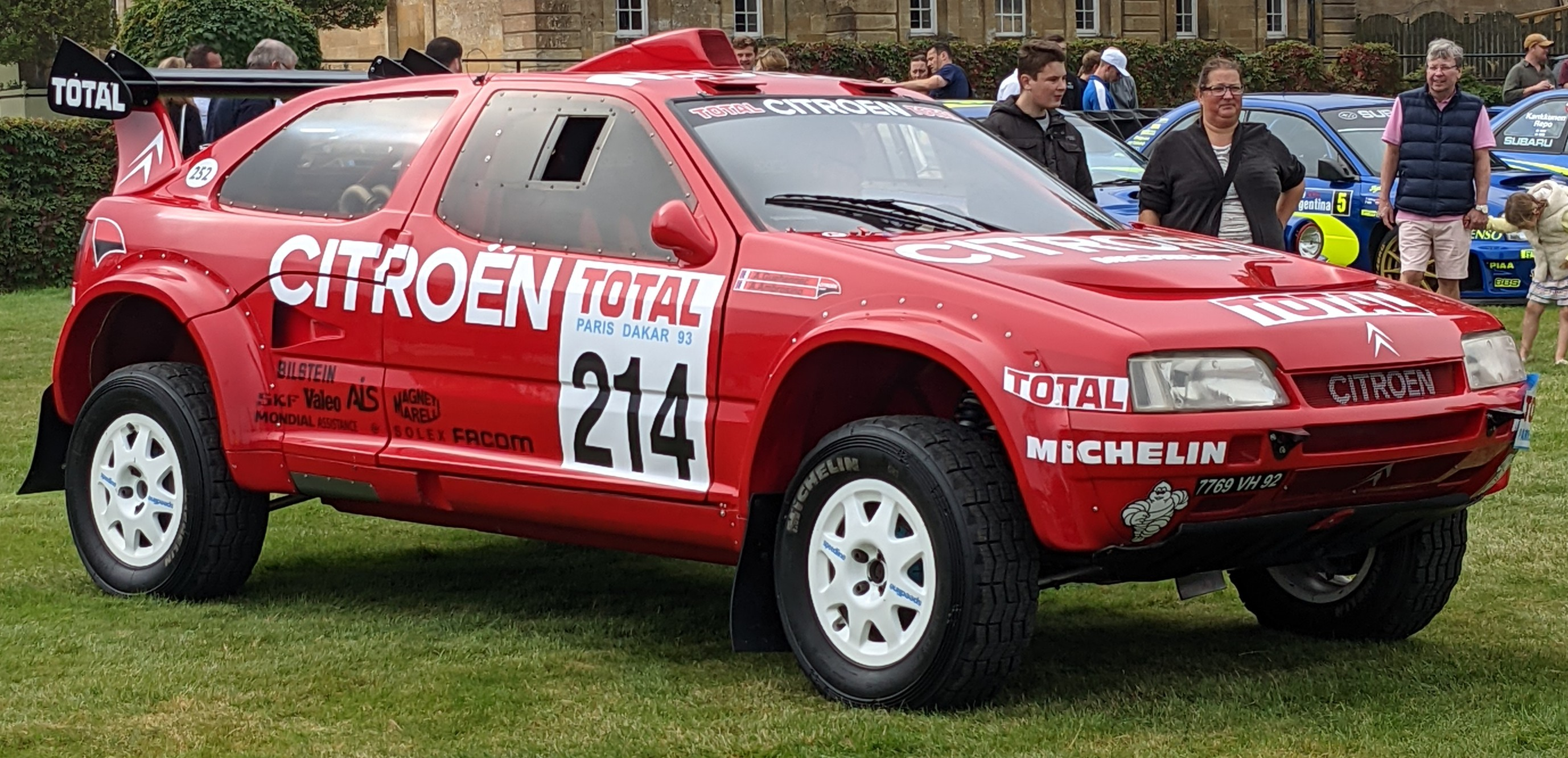
ZXラリーレイド

シトロエンはPSAグループ同門のプジョーがラリーレイド競技から撤退した後を継ぐ形で、1991年よりパリ-ダカールラリー（パリダカ）にワークス参戦。同年発売のZXを宣伝する意味から、参戦車両をZXラリーレイド (ZX Rallyraid、ZX RR) と命名した。外観は市販車のイメージに寄せているが、中身はプジョー・205T16 グランレイドの進化型である405T16 グランレイドをリファインした、鋼鉄製パイプフレーム製シャシー+ミッドシップエンジン+四輪駆動のT3（プロトタイプカテゴリー）のマシンそのものであった。エンジンは330馬力の直列4気筒2.0リッターターボ。仕様変更に合わせて「エボリューション5」までが存在した。
パリダカではアリ・バタネンとピエール・ラルティーグを筆頭に、ジャッキー・イクス、ユベール・オリオール、ビョルン・ワルデガルド、ティモ・サロネン、ブルーノ・サビーらがドライブ。1991年、1994年、1995年、1996年に4勝し、FIAクロスカントリーラリー・ワールドカップのマニュファクチャラー部門でタイトルを5連覇（1993年-1997年）。通算42戦36勝という圧倒的な戦績で、三菱・パジェロをほぼ圧倒した。
しかし1998年にFIAは高速化に歯止めをかけるため、T3クラスのメーカー参戦を禁止し、ZXのラリーレイド活動に終止符が打たれた。なおダカールではこの規定が先取りで1年早く導入されていたため、1996年までしか参加していない。セダンに近いフォルムだった外観は、最終型でバギーカーに近くなっていた。
ラリーでは90年代にグループA規定やF2キットカー規定の下に改造され、フランス国内選手権で用いられた。